# Mitsubishi Xforce
Der Mitsubishi Xforce (auch XFORCE genannt) ist ein Crossover-SUV des japanischen Automobilherstellers Mitsubishi Motors, das seit 2023 von Mitsubishi Motors in Indonesien produziert und vorwiegend in Südostasien angeboten wird. In einigen Märkten in Nord- und Südamerika und Afrika wird er als neuer Mitsubishi Outlander Sport vermarktet. In Europa wird das Modell nicht angeboten.
Der Xforce wurde zunächst als Konzeptfahrzeug mit dem Namen XFC Concept vorgestellt, das am 19. Oktober 2022 in Ho-Chi-Minh-Stadt und dann auf der Vietnam Motor Show am 26. Oktober 2022 gezeigt wurde. Die Serienversion wurde auf der 30. Gaikindo Indonesia International Auto Show am 10. August 2023 enthüllt.

## Übersicht
Der Xforce basiert auf der gleichen Plattform wie der Kompaktvan Xpander und verwendet eine aktualisierte Designsprache des „Dynamic Shield“. Laut Mitsubishi wurde der Xforce speziell für erhöhten Fahrkomfort auf südostasiatischen Straßen abgestimmt. Die aktive Gierregelung (AYC) ist serienmäßig. Der Xforce bietet je nach Modell vier Fahrmodi: Normal, Nass, Schotter und Schlamm.

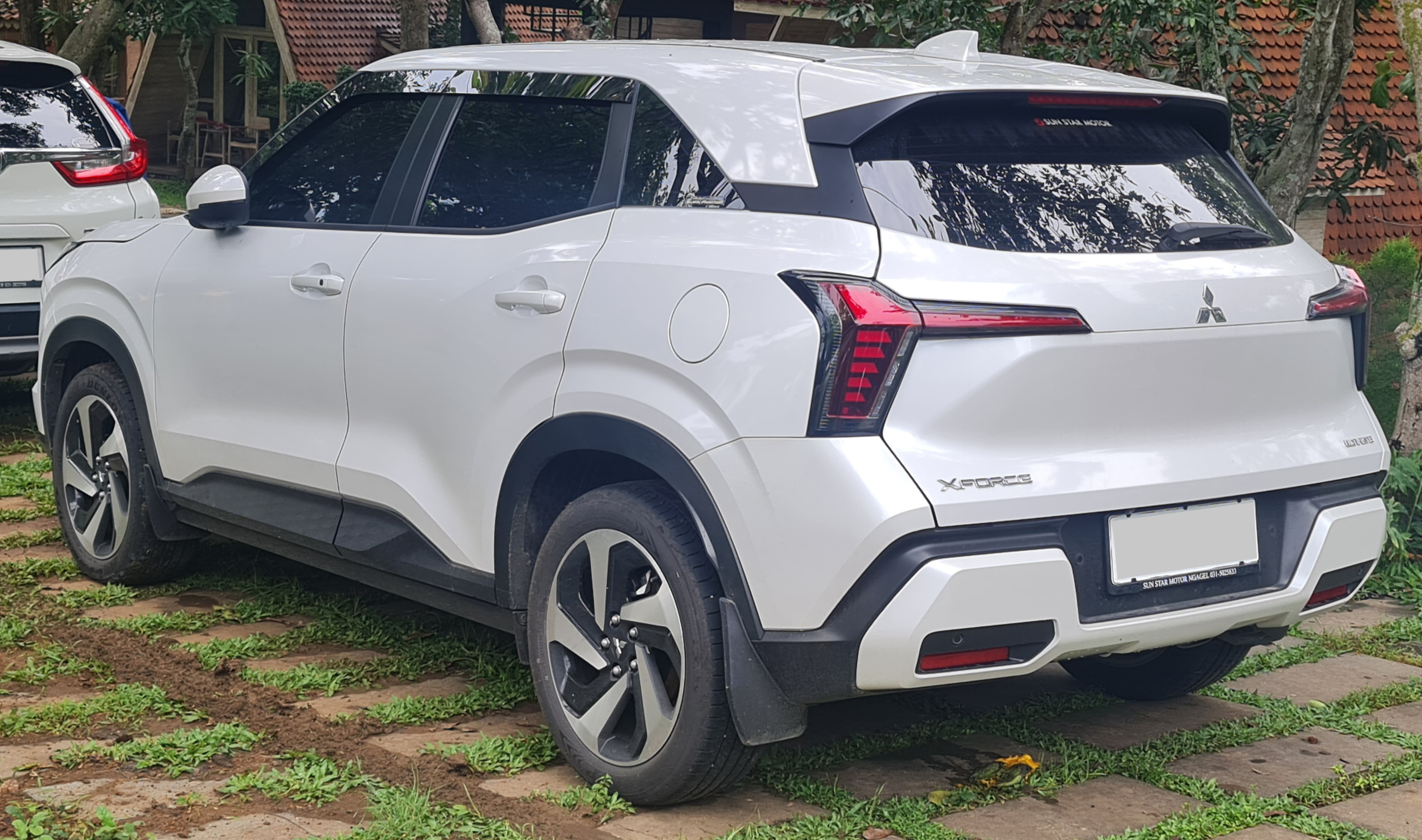
Heckansicht
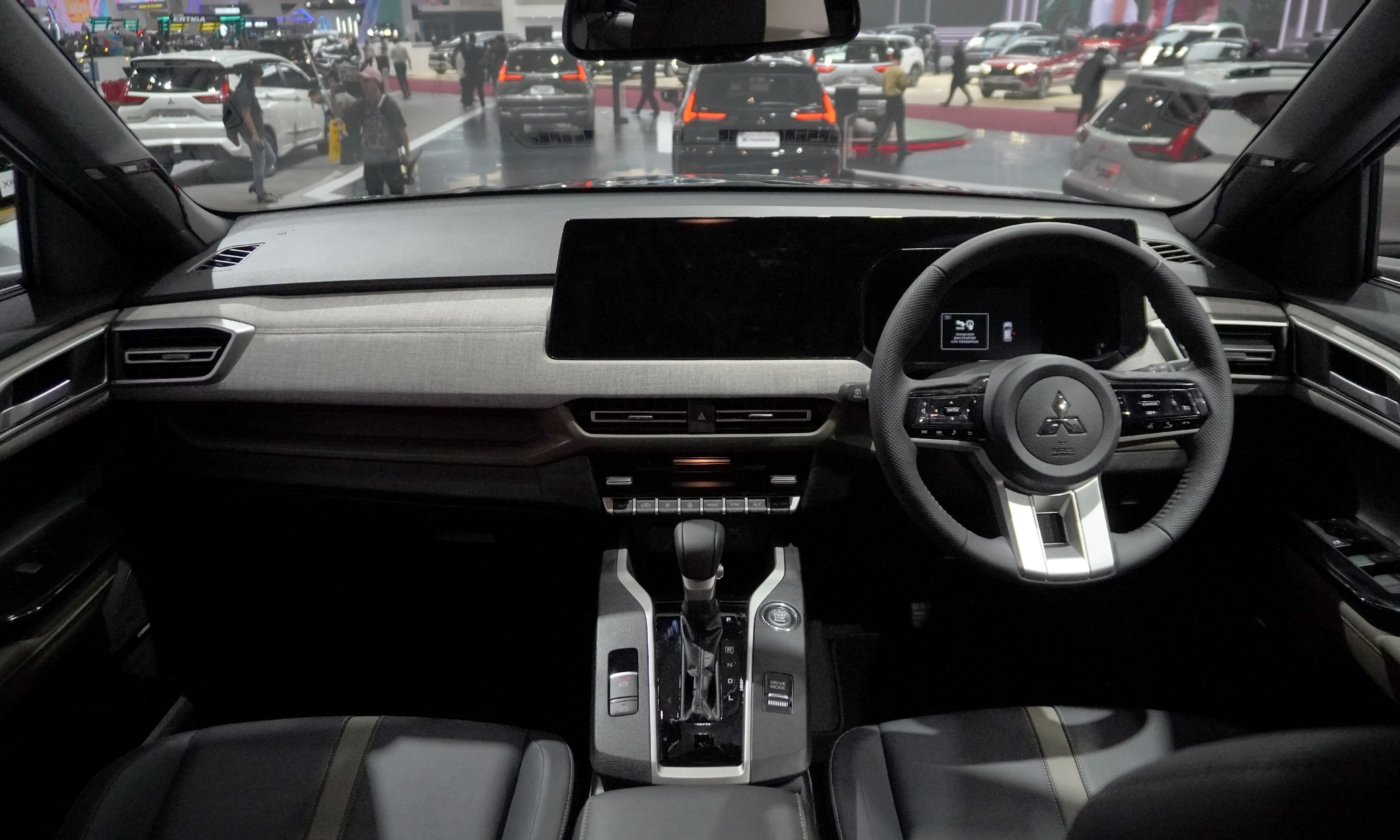
Innenraum
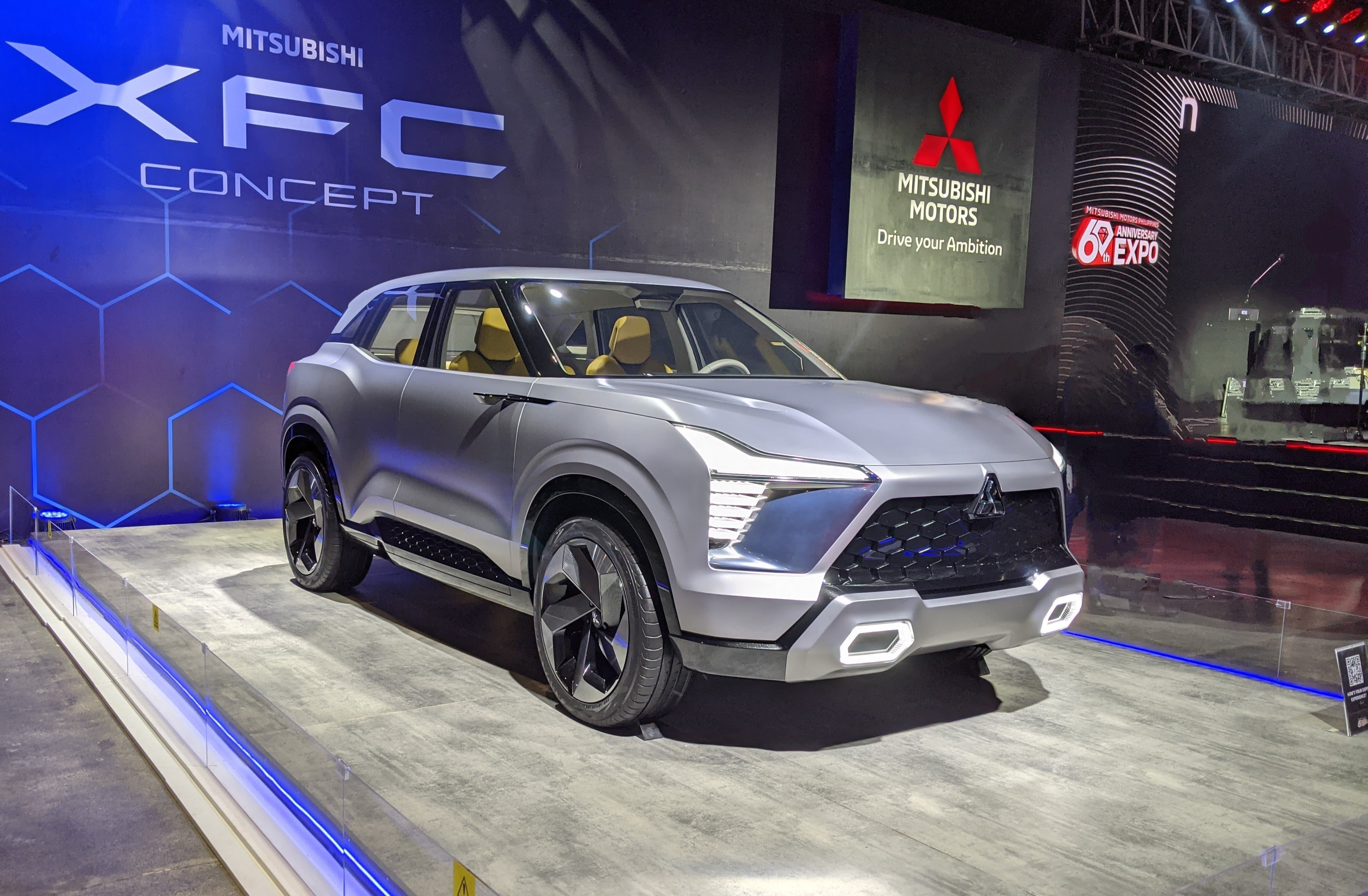
Mitsubishi XFC Concept

## Technik
Für den Xforce stand zunächst nur eine Motorvariante zur Verfügung, ein 1,5-Liter-Vierzylinder-Ottomotor, der maximal 77 kW (105 PS) leistet und ein maximales Drehmoment von 141 Newtonmeter über ein stufenloses CVT-Getriebe an die Vorderräder überträgt. Im März 2025 wurde dann noch ein 1,6-Liter-Otto-Hybrid mit einer Systemleistung von 85 kW (116 PS) vorgestellt.

## Technische Daten
| Kenngrößen                        | 1.5                         | 1.6 HEV                     |
| Bauzeitraum                       | seit 2023                   | seit 2025                   |
| Motorkenndaten                    |                             |                             |
| Motortyp                          | R4-Ottomotor                | R4-Ottomotor + Elektromotor |
| Hubraum                           | 1499 cm³                    | 1590 cm³                    |
| max. Leistung Verbrennungsmotor   | 77 kW (105 PS) bei 6000/min | 79 kW (107 PS) bei 6000/min |
| max. Leistung Elektromotor        | —                           |                             |
| max. Systemleistung               | —                           | 85 kW (116 PS)              |
| max. Drehmoment Verbrennungsmotor | 141 Nm bei 4000/min         | 134 Nm bei 4500/min         |
| max. Drehmoment Elektromotor      | —                           |                             |
| max. Systemdrehmoment             | —                           | 255 Nm                      |
| Kraftübertragung                  |                             |                             |
| Antrieb                           | Vorderradantrieb            | Vorderradantrieb            |
| Getriebe                          | CVT-Getriebe                | CVT-Getriebe                |
| Messwerte                         |                             |                             |
| Höchstgeschwindigkeit             | 175 km/h                    | k. A.                       |
| Beschleunigung, 0–100 km/h        | 13,6 s                      | k. A.                       |
| Tankinhalt                        | 42 l                        | 42 l                        |